# Декатур (округ, Айова)
Шаблон:StateAbbr_ 40°44′29″ пн. ш. 93°46′51″ зх. д. / 40.741388888889° пн. ш. 93.780833333333° зх. д.
Округ  Декатур (англ. Decatur County) — округ (графство) у штаті  Айова, США. Ідентифікатор округу 19053.

## Історія
Округ утворений 1846 року.

## Демографія
За даними перепису 
2000 року 
загальне населення округу становило 8689 осіб, усе сільське.
Серед мешканців округу чоловіків було 4248, а жінок — 4441. В окрузі було 3337 домогосподарств, 2150 родин, які мешкали в 3833 будинках.
Середній розмір родини становив 2,96.
Віковий розподіл населення поданий у таблиці:
| Стать    | До 15 років | 15-21 | 22-29 | 30-39 | 40-49 | 50-65 | 65-85 | Понад 85 |
| -------- | ----------- | ----- | ----- | ----- | ----- | ----- | ----- | -------- |
| Чоловіки | 866         | 664   | 441   | 432   | 583   | 638   | 552   | 72       |
| Жінки    | 749         | 734   | 361   | 486   | 545   | 655   | 739   | 172      |

## Суміжні округи
- Кларк — північ
- Вейн — схід
- Мерсер, Міссурі — південний схід
- Гаррісон, Міссурі — південний захід
- Рінгголд — захід

## Виноски
1. ↑  U.S. Decennial Census. United States Census Bureau. Архів оригіналу за 26 квітня 2015. Процитовано 16 липня 2014.
2. ↑  Historical Census Browser. University of Virginia Library. Архів оригіналу за 11 серпня 2012. Процитовано 16 липня 2014.
3. ↑  Population of Counties by Decennial Census: 1900 to 1990. United States Census Bureau. Архів оригіналу за 22 квітня 2014. Процитовано 16 липня 2014.
4. ↑  Census 2000 PHC-T-4. Ranking Tables for Counties: 1990 and 2000 (PDF). United States Census Bureau. Архів оригіналу (PDF) за 18 грудня 2014. Процитовано 16 липня 2014.
5. ↑  State & County QuickFacts. United States Census Bureau. Архів оригіналу за 7 червня 2011. Процитовано 16 липня 2014.(англ.) Наведено за англійською вікіпедією.
6. ↑  American FactFinder. Бюро перепису населення США. Архів оригіналу за 21 травня 2008. Процитовано 31 січня 2008.

| США | Це незавершена стаття з географії США. Ви можете допомогти проєкту, виправивши або дописавши її. |